# Asbach (Birkenfeld)
Asbach è un comune di 149 abitanti della Renania-Palatinato, in Germania.
Appartiene al circondario (Landkreis) di Birkenfeld (targa BIR) ed è parte della comunità amministrativa (Verbandsgemeinde) di Herrstein-Rhaunen.
Il territorio del comune è attraversato dal fiume Fischbach, affluente della Nahe.